# Polymera (Polymera) fuscitarsis
Polymera (Polymera) fuscitarsis is een tweevleugelige uit de familie steltmuggen (Limoniidae). De soort komt voor in het Neotropisch gebied.